# 伯努利不等式
數學中的伯努利不等式指出：對任意整數{\displaystyle n\geq 1}，和任意實數{\displaystyle x\geq -1}有：
{\displaystyle (1+x)^{n}\geq 1+nx}；
如果{\displaystyle n\geq 0}且是偶數，則不等式對任意實數{\displaystyle x}成立。
可以看到在{\displaystyle n=0,1}，或{\displaystyle x=0}時等號成立，而對任意正整數{\displaystyle n\geq 2}和任意實數{\displaystyle x\geq -1}，{\displaystyle x\neq 0}，有嚴格不等式：
{\displaystyle (1+x)^{n}>1+nx\,}。
伯努利不等式經常用作證明其他不等式的關鍵步驟。

## 證明和推廣
伯努利不等式可以用數學歸納法證明：當{\displaystyle n=0,1}，不等式明顯成立。假設不等式對正整數{\displaystyle n}，實數{\displaystyle x\geq -1}時成立，那麼
{\displaystyle (1+x)^{n+1}=(1+x)(1+x)^{n}\geq (1+x)(1+nx)}
{\displaystyle =1+(n+1)x+nx^{2}\geq 1+(n+1)x}。
下面是推廣到實數冪的版本：如果{\displaystyle x>-1}，那麼：
若{\displaystyle r\leq 0}或{\displaystyle r\geq 1}，有{\displaystyle (1+x)^{r}\geq 1+rx}；
若{\displaystyle 0\leq r\leq 1}，有{\displaystyle (1+x)^{r}\leq 1+rx}。
這不等式可以用導數比較來證明：
當{\displaystyle r=0,1}時，等式顯然成立。
在{\displaystyle (-1,\infty )}上定義{\displaystyle f(x)=(1+x)^{r}-(1+rx)}，其中{\displaystyle r\neq 0,1}，
對{\displaystyle x}求导得{\displaystyle f'(x)=r(1+x)^{r-1}-r}，
則{\displaystyle f'(x)=0}當且僅當{\displaystyle x=0}。分情況討論：
1. {\displaystyle 0<r<1}，則對{\displaystyle x>0}，{\displaystyle f'(x)<0}；對{\displaystyle -1<x<0}，{\displaystyle f'(x)>0}。因此{\displaystyle f(x)}在{\displaystyle x=0}時取最大值{\displaystyle 0}，故得{\displaystyle (1+x)^{r}\leq 1+rx}。
2. {\displaystyle r<0}或{\displaystyle r>1}，則對{\displaystyle x>0}，{\displaystyle f'(x)>0}；對{\displaystyle -1<x<0}，{\displaystyle f'(x)<0}。因此{\displaystyle f(x)}在{\displaystyle x=0}時取最小值{\displaystyle 0}，故得{\displaystyle (1+x)^{r}\geq 1+rx}。

在這兩種情況，等號成立當且僅當{\displaystyle x=0}。

## 相關不等式
下述不等式從另一邊估計{\displaystyle (1+x)^{r}}：對任意{\displaystyle x,{\mbox{ }}r>0}，都有
{\displaystyle (1+x)^{r}<e^{rx}\,}。
我们知道{\displaystyle 1+x<e^{x}}（{\displaystyle x>0}），因此这个不等式是成立的。